# Moszczanka (Opole)
Moszczanka is een dorp in de Poolse woiwodschap Opole. De plaats maakt deel uit van de gemeente Prudnik en telt 1114 inwoners.

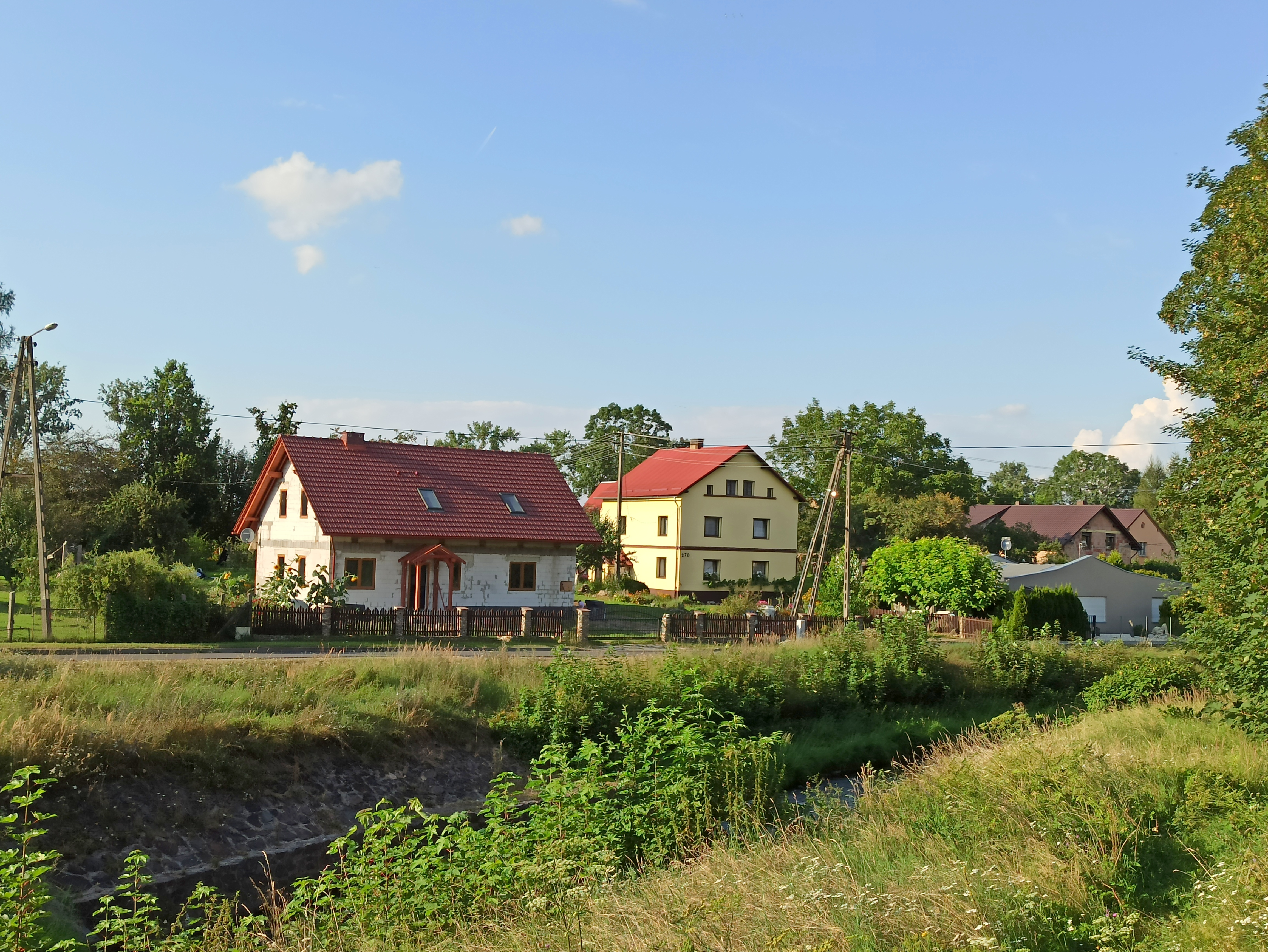